# Leinölfarbe

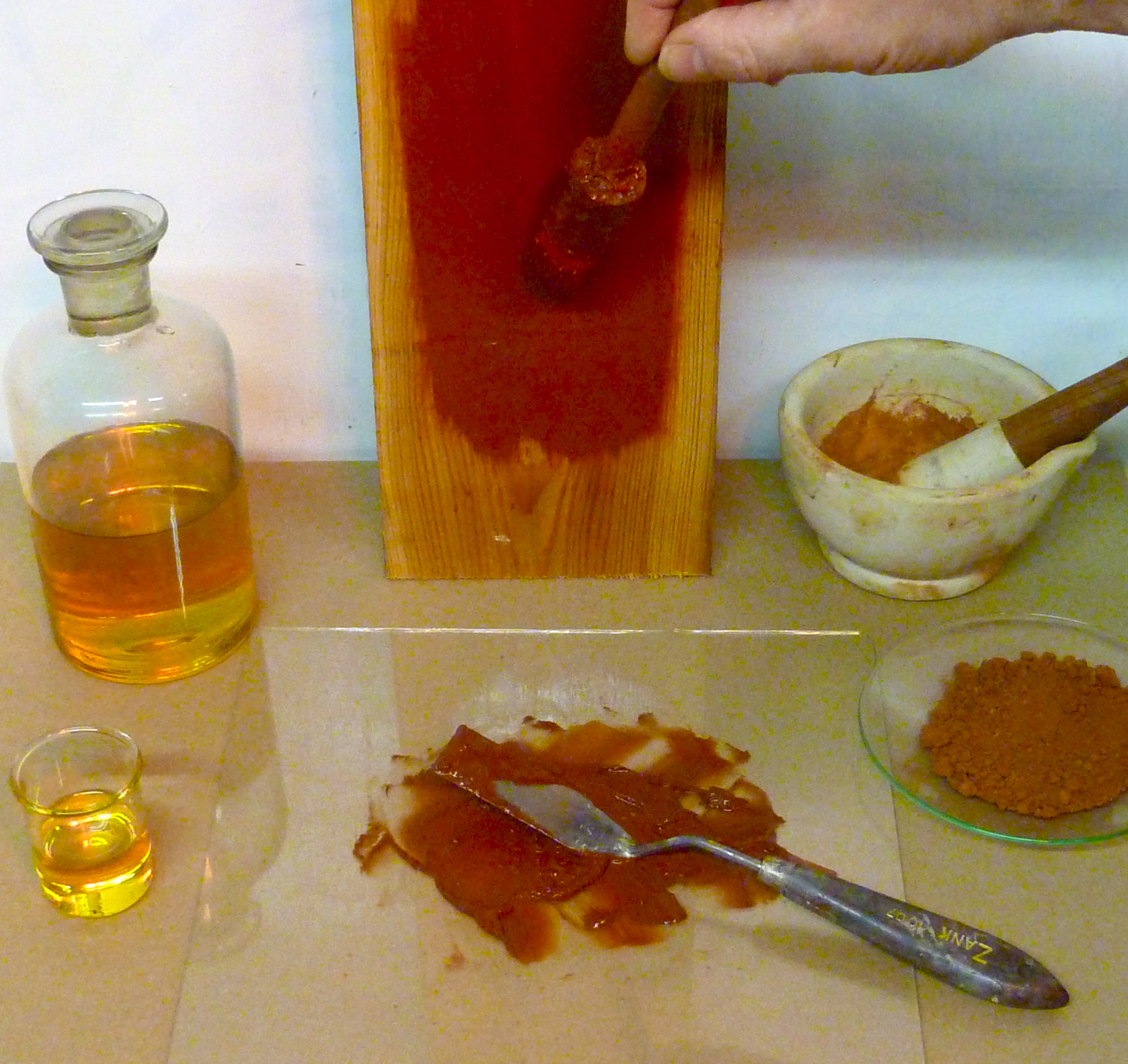
Reine Leinölfarbe wird hergestellt aus kalt gepresstem, entschleimtem, sterilisiertem und „gekochtem“ Leinöl, das mit getrockneten und gemahlenen Erdfarben oder Pigmenten verrieben wird.

Leinölfarben sind Ölfarben, die im Handwerk zur Konservierung und farblichen Gestaltung von Holz und Eisen und in der Kunst für die Leinwand- und Tafelmalerei verwendet werden.

Zur Anwendung als Künstlerfarbe in der Tafelmalerei siehe
Leinölfarben bestehen aus trockenen Pigmenten oder Erdfarben, die mit „gekochtem“ Leinöl verrührt und vermahlen werden. Je intensiver Pigmente oder Erdfarben mit dem Leinöl vermahlen werden, desto konzentrierter und deckender wird der Farbauftrag. Zur Unterstützung des Autoxidationsvorgangs des Leinöls werden zwischen 0,09 und maximal 3 Prozent Trockenstoffe zugesetzt.
Aufgrund der guten Aushärtung wird überwiegend Leinöl zur Herstellung von Ölfarben verwendet. Es kommen jedoch auch andere härtende Pflanzenöle zur Anwendung. So werden etwa Walnuß- und Distelöl eingesetzt, wenn die Ölfarbe möglichst transparent auftrocknen soll, um der bei Leinöl üblichen Vergilbung vorzubeugen.

## Begriffsbestimmung

### Leinölfarbe
Eine Farbe wird als Leinölfarbe bezeichnet, wenn ein gut getrocknetes Pigment oder eine Erdfarbe als Farbmittel mit „gekochtem“ oder rohem Leinöl als Bindemittel vermahlen wird. Als traditionell verwendetes Substanzgemisch zur Konservierung und farblichen Gestaltung unterliegt Leinölfarbe keiner Normierung oder rechtlichen Regelung. Im Zuge der jahrhundertealten Erfahrung mit Leinölfarbe wurde die „ursprüngliche Methode der Herstellung“, also die „Vereinigung des Farbmaterials mit dem Bindemittel“, von jedem Anwender „oft unter großer Geheimniskrämerei“ individuell abgewandelt. Die Einführung der industriellen Herstellung von Ölfarben im 19. Jh. verlangte Modifizierungen der traditionellen Zusammensetzung, sodass die ursprünglichen Eigenschaften der reinen Leinölfarbe auch durch das Hinzufügen von Verdünnungs- oder Lösemittel allmählich verändert wurden.

### Farben mit Zusatz von Leinölfirnis und Verdünnungsmitteln
Die Nachfrage nach natürlichen Farben hat dazu geführt, dass es heute neben Leinölfarben nach handwerklicher Überlieferung auch industriell hergestellte Farben gibt, die unter anderem Leinölfirnis und Verdünnungsmittel enthalten, und vom Hersteller als „Leinölfarbe“ bezeichnet werden. Sie können sich aber in ihrer Herstellung, Zusammensetzung und ihrer Eigenschaft merklich von traditioneller Leinölfarbe unterscheiden. Die Bezeichnung „Leinölfarbe“, aber auch „Farbe auf Leinölbasis“ für diese lösemittelhaltigen Farben mit Anteilen von Leinölfirnis ist zur Unterscheidung dieser von Leinölfarben jedoch irreführend, denn Alkydharzfarben oder Dickschichtlasuren werden ebenfalls „auf der Basis“ von Leinöl hergestellt. Leinölfarbe in guter Qualität benötigt kein Verdünnungsmittel. Wird bei der Farbenherstellung unter Verwendung von so genanntem „Leinölfirnis“ Terpentinöl zugesetzt, so soll dieses nicht als Lösemittel wie bei Harzen und Wachsen, sondern als Verdünnungsmittel wirken. Verdünnungsmittel werden mit dem Ziel eingesetzt, zähflüssige (viskose) Farben und Leinölfirnisse zu verdünnen um ein Eindringen der Substanzen in den Untergrund zu verbessern. Kalt gepresstes, niedrigviskoses Leinöl ist teurer in der Herstellung als minderwertiges Leinöl, das mittels chemischer Extraktion unter Verwendung von Hexan und durch Erhitzen gewonnen wird. Diese durch chemische Extraktion und Erhitzung gewonnenen Öle enthalten Bestandteile, die ein weites Eindringen des Öls ohne die Zugabe von Verdünnungsmitteln behindern. Diese „verdünnten“ Öle werden als Halböle bezeichnet. Wenn so genannte „Farben auf Leinölbasis“ gesundheitsschädigende Löse- und Verdünnungsmittel (VOC), wie aliphatische Kohlenwasserstoffe enthalten, müssen diese nach der Gefahrstoffverordnung (GefStoffV) eingestuft und gekennzeichnet werden. Flüchtige organische Verbindungen dienen in „Farben auf Leinölbasis“ als „Verteilungsmittel“ für viskose Derivate von Leinöl, wie Leinölfirnis und verflüchtigen sich nach einer gewissen Zeit vollständig. Da hinzugefügte, flüchtige Verdünnungsmittel geringer viskos sind als das zu verdünnende Leinölderivat, können sie auch weiter in den Maluntergrund eindringen. Nach der Verdunstung der hinzugefügten Verdünnungsmittel ist der verbliebene Bindemittelanteil, der die Pigmentteilchen umgeben soll, aber geringer. Damit ist aber die konservierende Eigenschaft von Leinöl nicht vollständig gewährleistet. Daher sind Leinölfarben mit hohem Anteil an Verdünnungsmitteln weniger beständig und trocknen wegen des geringeren Bindemittelanteils matter auf. Kalt gepresstes, rohes und gereinigtes Leinöl hat eine Molekülgröße von 0,000005 bis 0,00001 mm, „gekochtes“ Leinöl hat eine Molekülgröße von 0,0001 mm. Hieraus erklärt sich, dass Leinölfarbe seine hervorragende konservierende Wirkung nur erzielen kann, wenn das Leinöl als Ausgangssubstanz eine hochwertige Qualität und daher ein hohes Eindringvermögen ohne zugesetzte Verdünnungsmittel aufweist. Werden allerdings Verdünnungsmittel wie Terpentinöl verwendet, so ist die Regel „fett auf mager“ zu beachten. Dieser Grundsatz entstammt der Leinwand- und Tafelmalerei und bedeutet, dass mit fortschreitendem Farbaufbau immer weniger Verdünnungsmittel zur Ölfarbe hinzugefügt werden dürfen, damit ein Aufreißen des Farbaufbaus aufgrund unterschiedlicher Spannungen verhindert wird. Die Regel „fett auf mager“ spielt in der Anwendung reiner Leinölfarbe keine Rolle, da das Leinöl als Konservierungsmittel – im Gegensatz zur Leinwand- und Tafelmalerei – in den Malgrund eindringen soll und dem Leinöl schon deshalb keine Verdünnungsmittel wie Terpentinöl zugesetzt werden sollten.

## Eigenschaften

### Physikalische und chemische Eigenschaften reiner Leinölfarben
Leinöl ist sowohl ein natürliches Holzschutzmittel für Holz als auch ein Bindemittel zur Herstellung von Farben. Es wird als einteiliges Bindemittel bezeichnet. Dies bedeutet, dass Leinöl und Leinölfarbe durch die chemische Vernetzung zu einem neuen Stoff und nicht durch die Verflüchtigung eines hinzugefügten Lösemittels „trocknet“ und erhärtet. Die chemische Umwandlung des Leinöls zu Linoxin geschieht durch die Aufnahme von Sauerstoff (Oxidation) und durch eine Umesterung und eine radikalische Polymerisation der zuvor einzelnen Moleküle. Daher ist der Begriff „trocknend“ in diesem Zusammenhang irreführend. Bei einer Verwendung von Lösungsmitteln dient dieses nur einer Verdünnung, nicht dem Lösen von Leinöl und reiner Leinölfarbe. Bei der Herstellung und Anwendung reiner Leinölfarbe werden daher keine flüchtigen organischen Verbindungen benötigt. Damit die Oxidation und Aushärtung nicht zu lange dauert, wird kalt gepresstes, entschleimtes und sterilisiertes Leinöl voroxidiert. Dieses so genannte „gekochte“ Leinöl ist kalt gepresstes Leinöl, das auf 130–150 °C erhitzt und über 5–6 Stunden mit Sauerstoff „geblasen“ und mit 0,1 % Sikkativen versetzt wird. Es handelt sich demnach nicht um Leinöl, das tatsächlich gekocht wurde, denn der Siedepunkt von Leinöl liegt bei über 316 °C. Der „beispielhaft solide Trockenvorgang“, den Leinöl auszeichnet, kann nur dann erfolgen, „wenn das Leinöl nach Herkunft der Leinsamen, nach Preßvorgang und Nachbehandlung von hochwertiger Qualität ist.“

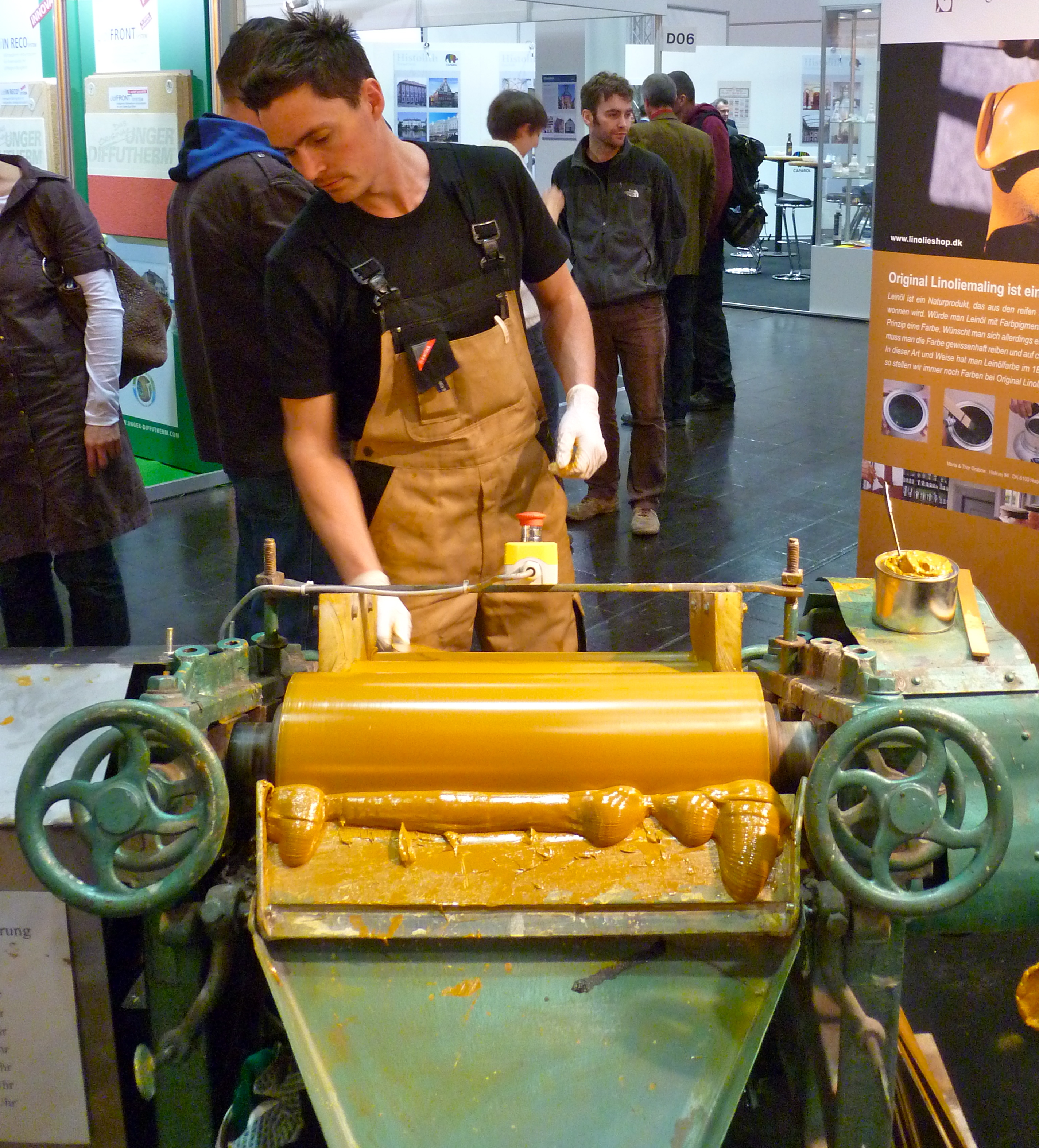
Ein Hersteller von reinen Leinölfarben zeigt auf einer Messe an einem Dreiwalzenstuhl, wie Leinölfarben verrieben werden.

 Werden Leinölfarben zu dick aufgetragen, verhindert die obere Linoxinschicht eine Diffusion von Sauerstoff, wodurch der Untergrund nicht aushärtet, sondern flüssig bleibt und die Oberfläche wellig wird. Die Esterbindungen der enthaltenen Öle können bei häufigem Wasserkontakt hydrolysieren, wodurch es zu einem Auswascheffekt kommen kann. Durch die Esterbindung ist Leinölfarbe nicht gegen Säuren oder Basen resistent. Linoxin neigt zur Vergilbung.

### Konservierung durch reines Leinöl
Reine Leinölfarbe wird nach einer Grundierung mit reinem kalt gepresstem Leinöl in drei Anstrichen auf Bauteile im Außenbereich aufgetragen. Die äußerst geringe Viskosität von reiner Leinölfarbe ermöglicht es gerade, dass in der handwerklichen Anwendung das Leinöl ganz ohne den Zusatz von Verdünnungsmitteln bei jedem Anstrich durch die vorangegangenen Anstriche durchdringt und dadurch einen schicht- und filmfreien Aufbau der Leinölkonservierung herstellt. Reine Leinölfarbe bildet keine unterscheidbaren Schichten, sondern erzeugt nach seiner chemischen Umwandlung des Leinöls einen homogenen Aufbau von Linoxin, der von den Poren des Holzes bis zur Anstrich-Oberfläche reicht. Da sich Leinöl bei der Umwandlung zu Linoxin um ungefähr 10 % ausdehnt, werden die Holzporen zusätzlich verdichtet. Linoxin behält über Jahrzehnte eine gewisse Elastizität. Daher sind reine Leinölfarben auch im Außenbereich sehr dauerhaft. Bei reiner Leinölfarbe handelt es sich folglich nicht um einen Beschichtungsstoff im Sinne des § 2 Abs. 4–6  Lösemittelhaltige Farben- und Lack-Verordnung – ChemVOCFarbV (Lösemittelverordnung), der einen Film bildet, sondern um eine substanzielle Verbindung des Linoxins mit dem Malgrund, die daher weder reißt, noch abblättert. Kaltgepresstes, entschleimtes und sterilisiertes Leinöl, „gekochtes“ Leinöl und reine Leinölfarbe benötigen zur Verfestigung keine flüchtigen Lösemittel und zur Erreichung einer hohen Eindringtiefe keine Verdünnungsmittel und fallen somit naturgemäß nicht unter die Lösemittelverordnung.

### Pflege
Die konservierende Eigenschaft von kaltgepresstem, reinem Leinöl und seine Fähigkeit, weit in Holz eindringen zu können, ermöglicht das Auffrischen der Leinölkonservierung auch über Jahrhunderte, ohne dass die Farbschichten dafür entfernt werden müssen. Historische Bauteile, wie Fenster, die seit mehr als einem Jahrhundert mit Leinölfarbe gestrichen und mit Leinöl gepflegt wurden, können daher auch heute in gutem Zustand vorgefunden werden. Leinölfarbe nach historischer Zusammensetzung ist eine Farbe, die durch Pflege lange erhalten werden kann. Da die Oxidation und Polymerisation der reinen Leinölfarbe ein andauernder Prozess ist, kreiden nach einigen Jahren die Pigmente an der Oberfläche. Dies ist ein Zeichen dafür, dass die Leinölfarbe wieder Pflege benötigt. Diese besteht darin, die freiliegenden Pigmente wieder mit „gekochtem“ Leinöl zu binden. Da sich lösemittelfreie Leinölfarben statisch nicht aufladen und da sie die Eigenschaft haben, nach einigen Jahren zu kreiden, wirken diese Farben auch nach Jahren frisch. Ein neuer Farbanstrich auf die vorhandene Farbe ist, je nach Wetterseite und Farbton, erst nach mehreren Jahren erforderlich.

### Aushärtung
Die Dauer bis zur Aushärtung anderer Farbsysteme, die Lösemittel enthalten, hat sich aufgrund der Lösemittelverordnung der EU der Zeit zur Aushärtung der Leinölfarbe ohne Verdünnungs- oder Lösemittel angenähert, denn der prozentuale Anteil an zulässigen Lösemitteln wurde gesetzlich reduziert. Die Dauer bis zur Aushärtung von Leinölfarben ohne Verdünnungs- oder Lösemittel ist darüber hinaus kein Nachteil, sondern bedeutet, dass das konservierende Leinöl auch mehr Zeit hat, weit in den Maluntergrund einzudringen, bevor es durch die fortschreitende Oxydation und Polymerisation zu Linoxin aushärtet.

### Vorsichtsmaßnahmen im Umgang mit „gekochtem“ Leinöl
Flüssiges Leinöl und flüssige Leinölfarben sind nur schwer entflammbar. Unter bestimmten Bedingungen können sich trocknende natürliche Öle jedoch selbst entzünden. Mit Leinöl benetzte Tücher, Papier oder Staub sollten luftdicht abgeschlossen oder gewässert werden, da sonst die Gefahr einer Selbstentzündung bestehen kann. Lappen oder Papiertücher, die noch flüssiges Leinöl enthalten, können auch im Freien auf dem Boden flach ausgebreitet werden. Nach der Verfestigung können diese entsorgt werden. Große Gefahr hingegen besteht vor allem bei zusammengeknüllten Lappen, Papiertüchern und Faserstoffen, die mit „gekochtem“ Leinöl getränkt wurden. Hier wird die Reaktionswärme schlecht abgeführt und es kann so zu einem Wärmestau kommen. Lappen, die mit ausreichend pigmentierten Leinölfarben ohne Verdünnungs- oder Lösemittel getränkt wurden, stellen hingegen keine Brandgefahr dar. Die konsequente Vermeidung einer Anwendung von Lappen im Umgang mit Leinöl und Leinölfarbe ist der sicherste Brandschutz.

### Leinölstandöl als Zusatz
Manche Anwender fügen der reinen Leinölfarbe ein modifiziertes Leinöl hinzu, das heute als Leinölstandöl bezeichnet wird. Zu seiner Herstellung wurde in früheren Jahrhunderten rohes Leinöl unter Luftabschluss längere Zeit stehen gelassen. Heute wird zu seiner Herstellung rohes Leinöl unter Luftabschluss auf über 260 °C erhitzt. Es entsteht dabei ein viskoses Leinölderivat, das einen glänzenden Endanstrich, eine bessere Streichfähigkeit und eine höhere Wasserfestigkeit des Anstrichs erzielen soll. Der Trockenprozess des Anstrichs wird durch diese Beigabe aber eher verlängert. Nach Kopinski kann der Glanz und Verlauf des Ölfarben-Innenanstrichs durch den Zusatz von 2 bis 3 % Standöl begünstigt werden. Bei Aussenanstrichen kann der Zusatz von 10 bis 15 % der Bindemittelmenge die Haltbarkeit des Anstrichs erhöhen.

## Anwendung

### Historische Anwendung

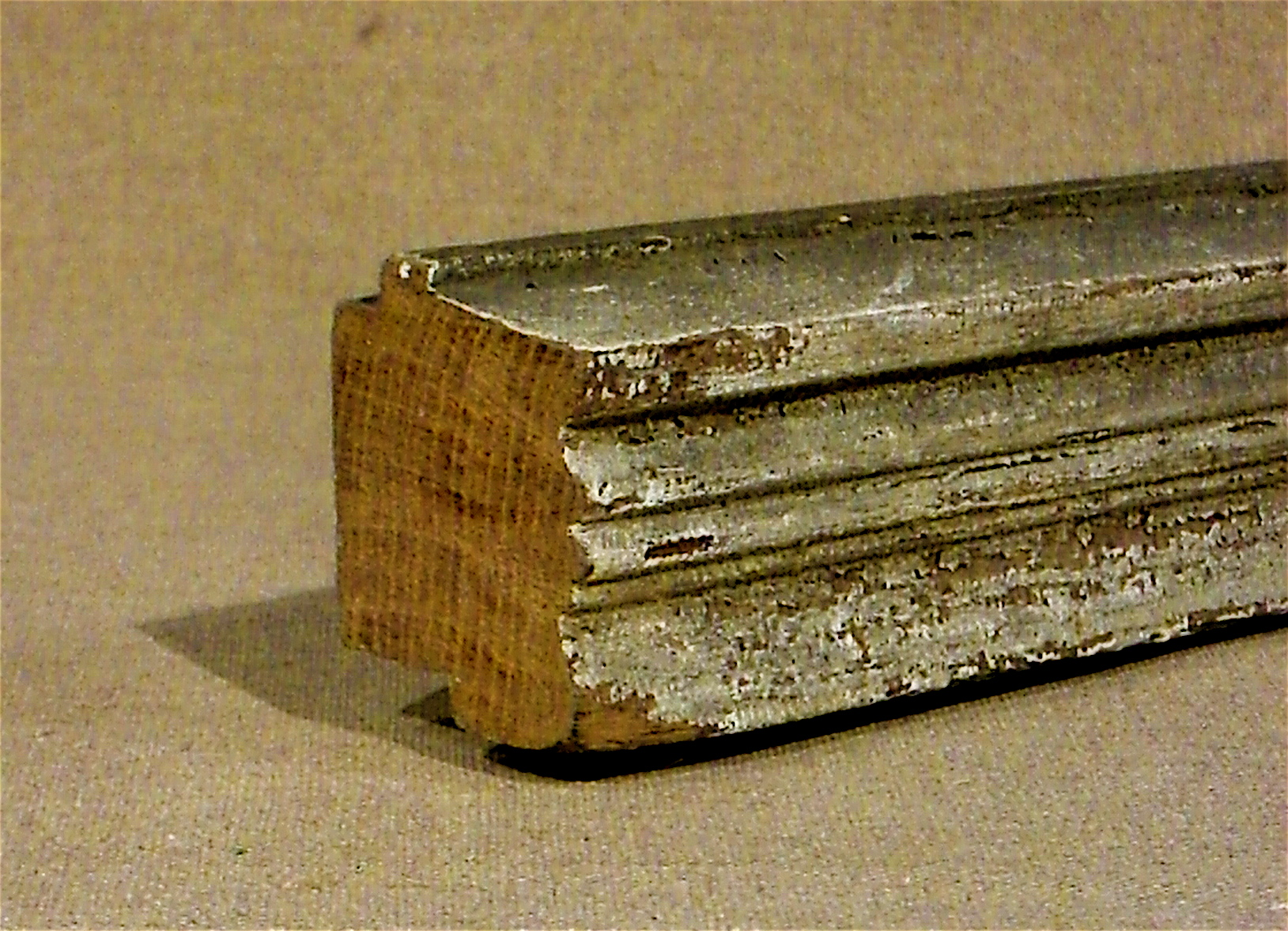
Schnitt durch das Rahmenholz eines alten Fensters, das wie alle Fenster bis in die 1950er Jahre mit Leinölfarbe gestrichen wurde. Auch bei vernachlässigter Pflege mit Leinöl hat das Holz über Jahrzehnte keinen Schaden genommen.

Leinöl und Leinölfarbe wurde über Jahrhunderte zur tiefgründigen Konservierung von Holzbauteilen verwendet. Holzbauteile wie Fachwerk, Klappläden, Türen und besonders Fenster wurden bis in die 1950er Jahre mit Leinölfarbe gestrichen, sowie mit Leinöl konserviert und gepflegt. Für Maler galt die Regel: „Leinölfarbe ist Fensterfarbe“. Die ursprüngliche Methode der Herstellung einer Leinölfarbe besteht darin, Erdfarben mit dem Bindemittel Leinöl so lange zu verreiben, bis eine homogene Farbmasse daraus entstanden ist, wobei sich die Konsistenz der Farbmasse durch die Menge des verwendeten Leinöls verändert. Je nach Qualität und Viskosität des Leinöls hatte der Anwender die Möglichkeit, die Farbmasse nach eigenen Vorstellungen mit Leinöl, Firnis oder Terpentinöl zu verdünnen. Wie auch bei den Kunstmalern, wurden Leinölfarben von Handwerkern vom 15. Jh. bis in die Mitte des 19. Jh. selbst hergestellt.„Die neu erfundenen Leinöl-Farben kann man überall anwenden, sie bestehen trotz aller Unbill von Luft und Himmel ewig.“ (Leon Battista Alberti: De re aedificatoria. Rom [1452], architekturtheoretischer Traktat, erste Veröffentlichung [1485]; deutsch: Zehn Bücher über die Baukunst. Wiss. Buchges., Darmstadt 1991, S. 324. (Unveränd. reprographischer Nachdr. der 1. Auflage. Heller, Wien / Leipzig 1912)) Bis in die Mitte der 1950er Jahre wurde Leinölfarbe vom Maler selbst hergestellt. Da Anwender und Handwerker heute auf die industriell hergestellte Leinölfarbe keinen Einfluss haben, ist auch das Wissen der Handwerker über die bewährte Zusammensetzung und die Modifikation von naturreiner Leinölfarbe verloren gegangen. Noch in der Mitte des 20. Jahrhunderts war die Anwendung von Leinölfarbe, besonders als Konservierungsmittel, gängige handwerkliche Praxis: „Zum Schutze gegen Feuchtigkeit müssen die Fenster vor verlassen der Werkstatt einen Leinöl-Grundanstrich erhalten. Diese Anstricharbeiten sind grundsätzlich nur vom Maler auszuführen, damit der Ölanstrich dem Material des Fertiganstrichs entspricht.“ (Richard Bermpohl, Hans Winkelmann: Das Tischlerbuch. Gütersloh 1952, S. 403) Von etwa der Mitte des 20. Jh. bis etwa um das Jahr 2000 war Leinölfarbe, ohne und mit Lösemittel fast vollständig aus dem Handwerk verschwunden.

### Heutige Anwendung

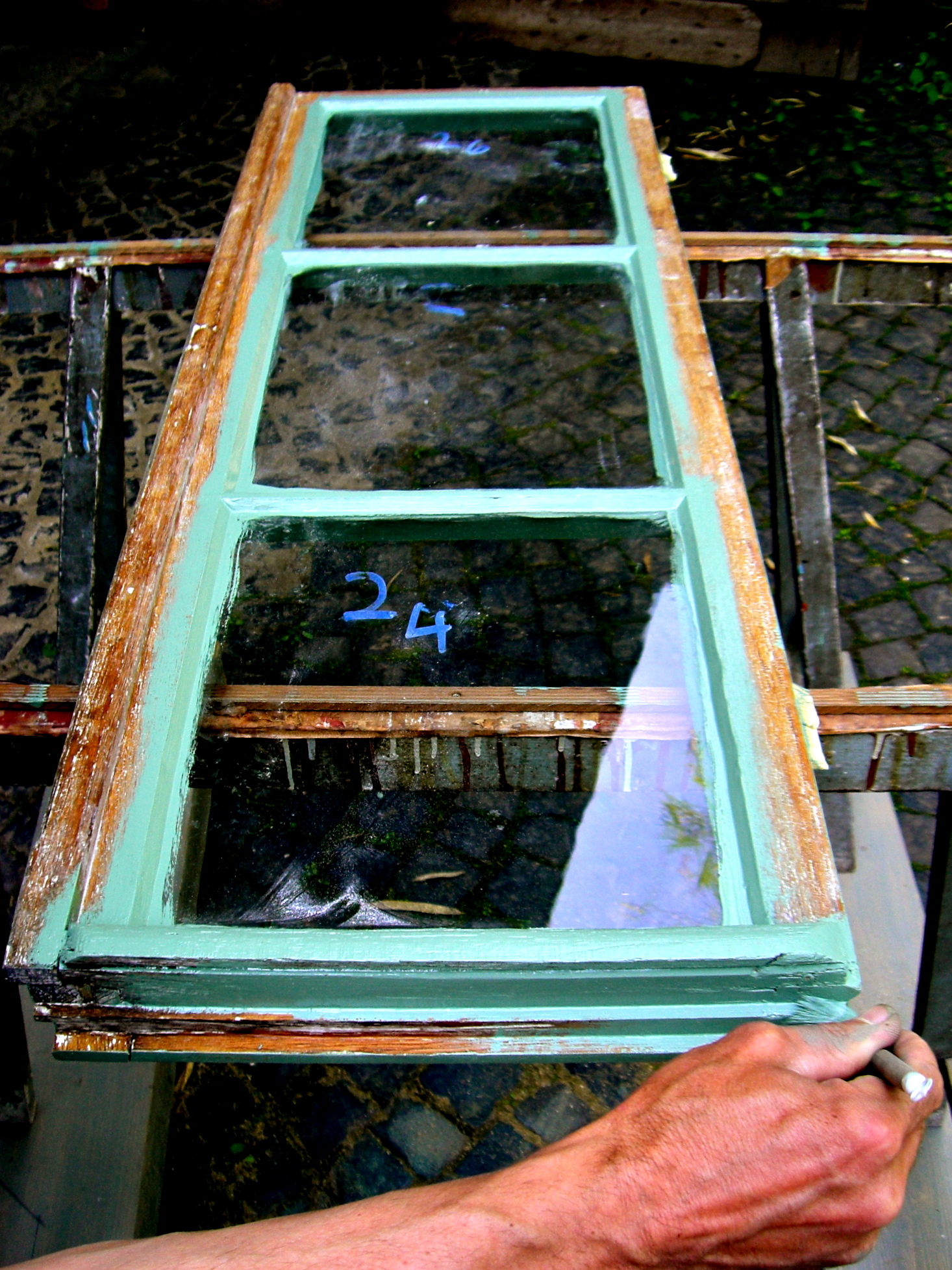
Leinölfarbe galt über Jahrhunderte als einzig bewährte Fensterfarbe. Seit den 1980er Jahren wird reine Leinölfarbe wieder in hoher Qualität ohne Verdünnungs- oder Lösemittel hergestellt.

Im Rahmen der Denkmalpflege gilt die Wiederherstellung der Leinölkonservierung und Farbfassung mit Leinölfarbe an historischen Fenstern als wichtige Maßnahme zu ihrer authentischen Instandsetzung und Instandhaltung. In besonderem Maße wird in der Fensterinstandsetzung Wert auf authentische, traditionelle, bewährte Substanzen und traditionellen Handwerkstechniken gelegt. Reine Leinölfarben finden vor allem in der Denkmalpflege und in der Restaurierung Anwendung, da sie auf die historische Grundierung und den bis in die 1950er Jahre gebräuchlichen Anstrichen mit Leinölfarbe aufbauen. Leinölfarbe ist im Rahmen der Denkmalpflege nicht eine von vielen Möglichkeiten der Instandhaltung, sondern wird sogar für die Instandsetzung historischer Fenster vorgeschrieben. Reine Leinölfarben wurden von den so genannten Fensterhandwerkern seit 1999 von Schweden nach Deutschland und England gebracht. Die wieder verfügbare reine Leinölfarbe eröffnet die Möglichkeit, auf die historische Leinölfarbe aufzubauen, die sich über 500 Jahre bewährt hat. Parallel zur Wiederentdeckung der reinen Leinölfarbe ist der Beruf des „Fensterhandwerkers“ in Schweden entwickelt worden, der auf der ausschließlichen Verwendung von Leinölfarben ohne Löse- oder Verdünnungsmitteln beruht. In der Fachliteratur und Verbraucherberatung wird die Bedeutung der reinen Leinölfarbe unterschiedlich bewertet. Nach einer Einschätzung aus dem Bereich des chemischen Holzschutzes und der Holzbeschichtung spielen „reine Leinölfarben (…) heute im Malerhandwerk generell und bei Fensterbeschichtungen keine Rolle mehr. Wenn überhaupt, werden sie nur im denkmalpflegerischen Bereich verwendet oder als sogenannte Biofarben angeboten.“ Der gemeinnützige Verein Leinöl im Handwerk e. V. weist dagegen auf die historische und aktuelle Bedeutsamkeit reiner Leinölfarben hin: „Die erneute Hinwendung zu reinen Leinölfarben ohne Lösungsmittel wurde um das Jahr 2000 wieder in Deutschland dadurch ermöglicht, dass mit den „Fensterhandwerkern“, den Restauratoren historischer Fenster, diese hochwertigen Leinölprodukte von Schweden nach Deutschland kamen.“

## Zitate
„...Dass durch einen guten Anstrich mit Oehlfarbe das Holzwerk eine längere Dauer bekommt, ist eine ausgemachte Sache.(…) Zu einem guten Anstrich gehören gute Farben und gutes Oehl. Ein guter Grund und ein dreimaliger Anstrich macht ein Fenster sehr dauerhaft und dieses hält dann eine sehr lange Zeit...“ (August Voit: Über Fensterstöcke nebst ihren Rahmen dann über Zimmerthüren, Hausthüren, und Thore mit ihren Beschlägen in Hinsicht einer zweckmäßigen Construction und schönen Form. Augsburg und Leipzig 1829)
„Die Schönheit des Anstrichs mit Oehlfarbe beruhet aber nicht allein in einer  gut zubereiteten Farbe, sondern auch in dem Fleiß und Mühe, womit selbige aufgetragen wird... Sodann muß die Farbe mit einiger Anstrengung auf- und ausgestrichen werden, wodurch zwar ein jedesmaliger Anstrich nur sehr dünne wird, bei oft wiederholter Arbeit aber am Ende wie lakirt aussieht. Freilich wird auf solche Art wenigstens ein zweimaliges Grundieren, und ein dreimaliges Gutstreichen erfordert, und folglich eine solche Arbeit sehr kostbar, weshalb auch gewöhnlich nur einmal stark grundiert und zweimal gut gestrichen wird.“ (David Gilly: Handbuch der Land-Bau-Kunst. Braunschweig 1800–1811)
„Um die Streichfähigkeit zu verbessern, verdünnt der Anstreicher seine Farben zuweilen mit Terpentinöl ; um die Farben glänzender erscheinen zu lassen, werden ihnen Lacke (Kopal, Bernstein, in Leinöl gelöst) ; um sie matt zu machen, Wachs u. dgl. zugesetzt. “ (Georg Zerr, Robert Rübencamp: Handbuch der Farben-Fabrikation. Lehrbuch der Fabrikation, Untersuchung und Verwendung aller in der Praxis vorkommenden Körperfarben. Berlin 1922)